# Korfbal League
De Kenonz Korfbal League is de hoogste competitie in het Nederlandse zaalkorfbal. In de competitie zitten 10 (m.u.v. seizoen 20/21 en 21/22) korfbalverenigingen die allemaal een thuis- en uitwedstrijd spelen tegen elkaar. Aan het einde van de competitie strijden de nummers 1 t/m 4 (nr. 1 tegen 4 en nr. 2 tegen 3) onderling om een plaats in de zaalfinale. Deze finale is de wedstrijd om het algemeen korfbalkampioenschap van Nederland, die tot 2015 in Ahoy plaatsvond. Sinds 2016 wordt de finale in de Ziggo Dome gespeeld, echter wordt vanaf 2020 de finale weer gespeeld in Ahoy, Rotterdam. Beide finalisten in de Korfbal League plaatsen zich verder ook voor de IKF Europe Korfball Champions League van het seizoen erna. Het team dat als laatst geëindigd is in de Korfbal League degradeert naar de Korfbal League 2. Daarbij promoveert de winnaar tussen de finalisten van de kruisfinales in de Korfbal League 2 naar de Korfbal League. De verliezend finalist heeft daarbij nog een kans om te promoveren. Het speelt in een best-of-three tegen de nummer 9 uit de Korfbal League en de winnaar hiervan speelt het daaropvolgende seizoen in de hoogste klasse in Nederland.

## Geschiedenis
De Korfbal League werd in 2005 opgericht als nieuwe hoogste divisie in het zaalkorfbal. Daarvoor was de hoogste divisie opgesplitst in 2 hoofdklassen, wat nu de 2e divisie is in de Nederlandse zaalkorfbal. Het doel van deze wijziging was het aantrekkelijker maken van de sport voor het publiek. Ook het spelreglement werd hiervoor aangepast. Er wordt onder andere gebruikgemaakt van een schotklok en vrije ballen worden in een vaste zone (strafworpstip) voor de korf genomen.
De Korfbal League heeft door de jaren heen verschillende naamsponsoren gehad, te weten Lotto, Wereldtickets.nl, Cashback World en Kenonz.
Korfbal League seizoen 2019-2020 werd niet uitgespeeld vanwege COVID-19 en de hierbij horende beperkingen. Hierdoor besloot het KNKV dat de nummer 9 (Groen Geel) gehandhaafd bleef. Vanuit de Hoofdklasse werden beiden nummers 1 gepromoveerd naar de League, te weten Dalto uit Driebergen en KCC uit Capelle aan den IJssel. Op 23 juni 2020 werd er door middel van loting besloten om ook Oost-Arnhem te laten promoveren. Dit betekende dat het seizoen 2020/2021 voor het eerst meer dan 10 ploegen kende. Dit is tot heden ook het enige seizoen ooit dat er 12 ploegen in de Korfbal League speelden, aangezien in dit seizoen de nummers 12 tot en met 10 direct degradeerden naar de Korfbal League 2.

## Aantal seizoenen actief in Korfbal League
| Club          | Seizoenen KL | Eerste seizoen | Periode KL                                  | Kampioen KL | 2e plek KL | 3e plek KL | 4e plek KL | Spelend in 2022/23 |
| ------------- | ------------ | -------------- | ------------------------------------------- | ----------- | ---------- | ---------- | ---------- | ------------------ |
| AKC Blauw-Wit | 18           | 2005/06        | 2005/06 - Heden                             | 0           | 1          | 2,5        | 2,5        | Korfbal League     |
| Fortuna       | 18           | 2005/06        | 2005/06 - Heden                             | 2           | 3          | 4          | 1          | Korfbal League     |
| PKC           | 18           | 2005/06        | 2005/06 - Heden                             | 5           | 7          | 1          | 1          | Korfbal League     |
| KZ            | 17           | 2006/07        | 2006/07 - Heden                             | 3           | 1          | 2          | 2          | Korfbal League     |
| DOS'46        | 15           | 2005/06        | 2005/06 - 2011/12 2015/16 - Heden           | 3           | 1          | 0          | 0          | Korfbal League     |
| Dalto         | 13           | 2005/06        | 2005/06 - 2015/2016 2020-2021 - Heden       | 0           | 2          | 1          | 3          | Korfbal League 2   |
| TOP           | 13           | 2008/09        | 2008/09 - 2021/22                           | 5           | 1          | 1          | 0          | Korfbal League 2   |
| DVO           | 12           | 2010/11        | 2010/11 - Heden                             | 0           | 2          | 0          | 0          | Korfbal League     |
| DeetosSnel    | 9            | 2005/06        | 2005/06 - 2009/10 2011/12 - 2012/13 2018/19 | 0           | 0          | 0          | 0          | Korfbal League 2   |
| Nic.          | 9            | 2005/06        | 2005/06 - 2013/14                           | 0           | 0          | 1          | 0          | Hoofdklasse        |
| LDODK         | 11           | 2012/13        | 2012/13 - Heden                             | 0           | 0          | 1          | 1          | Korfbal League     |
| KCC           | 4            | 2017/18        | 2017/18 - 2018/19 2020/21 - Heden           | 0           | 0          | 0          | 0          | Korfbal League     |
| Groen Geel    | 3            | 2019/20        | 2019/20 - Heden                             | 0           | 0          | 0          | 0          | Korfbal League     |
| Die Haghe     | 3            | 2005/06        | 2005/06 - 2007/08                           | 0           | 0          | 0          | 0          | 1e klasse          |
| KVS           | 3            | 2007/08        | 2007/08 2010/11 2014/15                     | 0           | 0          | 0          | 0          | Overgangsklasse    |
| OVVO          | 3            | 2009/10        | 2009/10 2013/14 - 2014/15                   | 0           | 0          | 0          | 0          | Overgangsklasse    |
| Oost-Arnhem   | 2            | 2020//21       | 2020/21 - Heden                             | 0           | 0          | 0          | 0          | Korfbal League 2   |
| AW.DTV        | 2            | 2015/16        | 2015/16 - 2016/17                           | 0           | 0          | 0          | 0          | Korfbal League 2   |
| DOS-WK        | 2            | 2005/06        | 2005/06 - 2006/07                           | 0           | 0          | 0          | 0          | 2e Klasse          |
| AKC           | 1            | 2008/09        | 2008/09                                     | 0           | 0          | 0          | 0          | 1e klasse          |
| Avanti        | 1            | 2017/18        | 2017/18                                     | 0           | 0          | 0          | 0          | Hoofdklasse        |
| De Meervogels | 1            | 2005/06        | 2005/06                                     | 0           | 0          | 0          | 0          | Hoofdklasse        |
| DSC           | 1            | 2016/17        | 2016/17                                     | 0           | 0          | 0          | 0          | Korfbal League 2   |
| Tempo         | 1            | 2019/20        | 2019/20                                     | 0           | 0          | 0          | 0          | Hoofdklasse        |
| Unitas        | 1            | 2022/23        | 2022/23                                     | 0           | 0          | 0          | 0          | Korfbal League     |
| HKC           | 1            | 2023/24        | 2023/24                                     | 0           | 0          | 0          | 0          | Korfbal League     |

- Inclusief het seizoen 2019/20

## Zaalfinales
De Zaalfinale is de ultieme korfbalwedstrijd in de Nederlandse korfbalsport. De twee beste clubs van Nederland strijden hierin om de landstitel te behalen in het zaalkorfbal. Door de start van de Korfbal League in 2005 is dat veranderd. De nummers 1 tot en met 4 uit de Korfbal League spelen in een kruisfinale tegen elkaar waarbij de nummer 1 tegen de nummer 4 speelt en de nummer 2 tegen de nummer 3. Hierbij wordt gebruikgemaakt van een "best of three" systeem. Bij een gelijkspel wordt er een verlenging gespeeld, en dat geldt ook voor in de eerste wedstrijd. Een gelijkspel is dus niet mogelijk.

### De zaalfinales tot heden
Hieronder staan de tot nu toe gespeelde Korfbal League Finales, die werden gespeeld in Ahoy Rotterdam (vanaf 2016 in de Ziggo Dome en sinds 2021 terug in Ahoy). Voor de grote finale werd eerst nog de kleine finale gespeeld, waar de verliezende teams uit de kruisfinales strijden om de 3e en de 4e plek. De kleine finale is sinds 2016/2017 afgeschaft.
| Seizoen | Winnaar                             | Uitslag                             | Verliezend Finalist                 |
| ------- | ----------------------------------- | ----------------------------------- | ----------------------------------- |
| 2025/26 | ?                                   | ?                                   | ?                                   |
| 2024/25 | PKC/Vertom                          | 21 - 17                             | Fortuna                             |
| 2023/24 | PKC/Vertom                          | 23 - 21                             | DVO/Transus                         |
| 2022/23 | PKC/Vertom                          | 33 - 20                             | DVO/Transus                         |
| 2021/22 | Fortuna/Delta Logistiek             | 22 - 21                             | PKC/Vertom                          |
| 2020/21 | PKC/Vertom                          | 22 - 18                             | Fortuna/Delta Logistiek             |
| 2019/20 | Geen kampioen i.v.m. Coronapandemie | Geen kampioen i.v.m. Coronapandemie | Geen kampioen i.v.m. Coronapandemie |
| 2018/19 | Fortuna/Delta Logistiek             | 21 - 19                             | PKC/SWKGroep                        |
| 2017/18 | TOP/SolarCompleet                   | 24 - 20                             | Fortuna/Delta Logistiek             |
| 2016/17 | TOP/Quoratio                        | 22 - 18                             | Blauw-Wit                           |
| 2015/16 | TOP/Quoratio                        | 24 - 22                             | PKC/SWKGroep                        |
| 2014/15 | PKC/Hagero                          | 22 - 21                             | TOP/Quoratio                        |
| 2013/14 | TOP/Justlease.nl                    | 21 - 20                             | PKC/Hagero                          |
| 2012/13 | PKC/Hagero                          | 20 - 19                             | Fortuna/MHIR                        |
| 2011/12 | KZ/Hiltex                           | 20 - 19                             | PKC/Hagero                          |
| 2010/11 | TOP/Wereldtickets.nl                | 21 - 19                             | PKC/LukassenBoer                    |
| 2009/10 | Koog Zaandijk                       | 22 - 20                             | Dalto/DSB Bank                      |
| 2008/09 | DOS'46/Engeldot                     | 26 - 23                             | Koog Zaandijk                       |
| 2007/08 | Koog Zaandijk                       | 18 - 16                             | DOS'46/Engeldot                     |
| 2006/07 | DOS'46                              | 17 - 16                             | PKC/Café Bar                        |
| 2005/06 | DOS'46                              | 29 - 19                             | Dalto/Human Network                 |

## Topscorers Per seizoen
| Seizoen | Mannen            | Club                   | Aantal | Vrouwen              | Club                    | Aantal |
| ------- | ----------------- | ---------------------- | ------ | -------------------- | ----------------------- | ------ |
| 2024/25 | Gertjan Meerkerk  | DVO/Transus            | 118    | Fleur Hoek           | Fortuna                 | 98     |
| 2023/24 | Gertjan Meerkerk  | DVO/Transus            | 107    | Eline van Veldhuisen | DOS'46                  | 76     |
| 2022/23 | Bo Oppe           | KCC/CK Kozijnen        | 118    | Femke Faber          | LDODK/Rinsma Modelplein | 66     |
|         |                   |                        |        | Eline van Veldhuisen | DOS'46                  | 66     |
| 2021/22 | Gertjan Meerkerk  | DVO/Accountor          | 104    | Anouk Haars          | KZ/Thermo4U             | 60     |
| 2020/21 | Mick Snel         | TOP/Litta              | 56     | Celeste Split        | TOP/Litta               | 39     |
|         | Erwin Zwart       | LDODK/Rinsma Modeplein | 56     |                      |                         |        |
| 2019/20 | Gertjan Meerkerk  | DVO/Accountor          | 134    | Mandy Koelman        | AKC Blauw-Wit           | 82     |
| 2018/19 | Jelmer Jonker     | DOS'46                 | 133    | Celeste Split        | TOP/SolarCompleet       | 95     |
| 2017/18 | Richard Kunst     | PKC/SWKGroep           | 117    | Celeste Split        | TOP/SolarCompleet       | 101    |
| 2016/17 | Mick Snel         | TOP/Quoratio           | 114    | Ilona van den Berg   | AW.DTV                  | 94     |
| 2015/16 | André Zwart       | LDODK/AH Gorredijk     | 122    | Ilona van den Berg   | AW.DTV                  | 95     |
| 2014/15 | Tim Bakker        | Koog Zaandijk          | 134    | Barbara Brouwer      | Dalto/BNApp.nl          | 76     |
| 2013/14 | Jos Roseboom      | DVO/Accountor          | 122    | Cindy van Eijk       | Fortuna/MHIR            | 63     |
| 2012/13 | Gerald van Dijk   | AKC Blauw-Wit          | 182    | Rianne Echten        | Nic./Alfa-college       | 66     |
| 2011/12 | Marc Broere       | AKC Blauw-Wit          | 134    | Suzanne Struik       | PKC/Hagero              | 95     |
| 2010/11 | Jos Roseboom      | DVO                    | 126    | Suzanne Struik       | PKC/LukassenBoer        | 120    |
| 2009/10 | Jos Roseboom      | Dalto/BNApp.nl         | 151    | Roxanna Detering     | Koog Zaandijk           | 95     |
| 2008/09 | Jos Roseboom      | Dalto/BNApp.nl         | 162    | Suzanne Struik       | PKC/LukassenBoer        | 98     |
| 2007/08 | Jos Roseboom      | Dalto/DSB              | 170    | Mady Tims            | PKC/Café Bar            | 72     |
| 2006/07 | Michiel Gerritsen | Nic./Expertus          | 133    | Samantha Jonkman     | DOS-WK                  | 109    |
| 2005/06 | Bob de Jong       | Dalto/Human Network    | 143    | Mady Tims            | PKC/Café Bar            | 87     |

## Topscorers aller tijden
| Naam                | Clubs                | Aantal Seizoenen | Aantal | Actief     |
| ------------------- | -------------------- | ---------------- | ------ | ---------- |
| Mick Snel           | TOP, Fortuna, AW.DTV | 11               | 1530   | niet in KL |
| Marc Broere         | AKC Blauw-Wit        | 14               | 1465   | Nee        |
| Richard Kunst       | PKC, HKC             | 14               | 1418   | Ja         |
| Jos Roseboom        | Dalto, DVO           | 10               | 1354   | Nee        |
| Tim Bakker          | Koog Zaandijk        | 12               | 1242   | Nee        |
| Laurens Leeuwenhoek | PKC                  | 13               | 1259   | nee        |
| Gerald van Dijk     | AKC Blauw-Wit, Nic.  | 12               | 1108   | Nee        |
| Momo Stavenuiter    | AKC Blauw-Wit, DVO   | 12               | 1000   | Nee        |

## Korfbal Awards
Aan het eind van elk seizoen worden er de jaarlijkse Korfbal Prijzen uitgereikt. Dit zijn individuele prijzen voor spelers, coaches en scheidsrechters. De vorm is door de jaren heen ietwat veranderd, maar feit blijft dat er elk jaar prijzen uitgedeeld worden.

## Trivia
- Op 21 november 2009 scoorde Ricky Wu uit Taiwan een doelpunt voor Nic./Alfa-college tegen TOP/Wereldtickets.nl, hij is daarmee de eerste niet-Europeaan die in de Korfbal League scoort.